# Liste der marokkanischen Botschafter in Spanien
Dies ist eine Liste der Botschafter Marokkos in Spanien.

## Botschafter
| Ernannt/akkreditiert | Name                 | Anmerkungen                               | Botschaftsposten verlassen |
| -------------------- | -------------------- | ----------------------------------------- | -------------------------- |
| 17. Jahrhundert      | Abdallah bin Aisha   |                                           |                            |
| 1957                 | Abdelkhalek Torres   | (* 1910; † 27. Mai 1970)                  |                            |
| 1966                 | Mohammed ben Mizzian | (* 1. Februar 1897 in Beni Ansar; † 1975) | 1970                       |
| 1997                 | Abdelsalam Baraka    | [ 1 ]                                     | 1. November 2002           |
| 2. Februar 2003      | Abdelsalam Baraka    | [ 2 ]                                     | 2004                       |
| 22. November 2004    | Omar Azziman         | (* 17. Oktober 1945 in Tetuán)            | 2010                       |
| April 2010           | Ahmed Ould Souilem   | verließ 2009 die Frente Polisario         | 2014                       |
| Februar 2014         | Fadel Benyaich       | Freund des marokkanischen Königs          | 2018                       |
| April 2018           | Karima Benyaich      | Nachfolgerin ihres Bruders Fadel Benyaich |                            |